# Crivăț (Călărași)
Pour l’article homonyme, voir Crivăț.
Crivăț est une commune de Roumanie situé dans le județ de Călărași.
Jusqu'en 2006, le village dépendait de la ville de Budești. En 2006, la Crivăț a obtenu le statut de commune. La commune est composée d'un seul village.
L'économie de la commune repose sur la culture des légumes. La commune est l'un des principaux fournisseurs des marchés de Bucarest (qui se situe à une trentaine de km).
En 2011, la population de Crivăț comptait 2 243 habitants.